# Asan Woori Bank Wibee
O Asan Woori Bank Wibee é um clube profissional de basquetebol sul-coreano sediado em Asan, Coreia do Sul. A equipe disputa a Women's Korean Basketball League.

## História
Foi fundado em 1958.

## Títulos

### Domésticos

#### Women's Korean Basketball League
- WKBL

Vitórias (9): 2003 (inverno), 2003 (verão), 2005 (inverno), 2006 (inverno), 2013, 2014, 2015, 2016, 2017
Vice (3): 1999 (inverno), 2001 (inverno), 2005 (verão)
- WKBL Temporada regular

Vitórias (9): 2003 (inverno), 2005 (inverno), 2005 (verão), 2006 (inverno), 2012–13, 2013–14, 2014–15, 2015–16, 2016–17
Vice (2): 1999 (inverno), 2007 (inverno)